# Luca Pacioli
Luca Bartolomes Pacioli, född 1445 i Sansepolcro i Italien, död 1517 i Sansepolcro, var en italiensk franciskanermunk och matematiker. Han publicerade böcker med den dubbla bokföringsprincipen, vilket utgör den fundamentala metoden att bokföra. Pacioli brukar ses som grundaren av redovisningen. Eftersom han kom från Burgo i hertigdömet Parma kom hans metod att kallas "italiensk bokföring". Fransmannen De la Porte gav sedan metoden en mer vetenskaplig tyngd. 
Pacioli publicerade 1494 verket Summa de arithmetica, geometria, proportioni et proportionalita, ett uppslagsverk för dåtidens vetskap om disciplinerna aritmetik, matematik och bokföring. Boken brukar ses som den första beskrivningen av dubbel bokföring. Ett ytterligare tidigt verk som beskriver bokföring är Paciolis Scuola perfetta del mercanti, tryckt 1504 i Venedig. 
Ett annat verk av Pacioli är De Divina Proportione, publicerad i Venedig år 1509, där han beskriver det gyllene snittet.
Han var nära vän till Leonardo da Vinci.